# ابن بیطار
ضیاء الدین ابو محمد عبدالله احمد بن محمد مالکی،
عالم مسلمان مشهور به ابن بیطار، گیاه‌شناس و دارو شناس اندلسی اواخر قرن ششم ه. ق در مالقه اسپانیا (اندلس قدیم)متولد شد.

## تحصیلات
ابن بیطار در اشبیلیه، که در آن روزگار مرکز بزرگ علم و ادب بود، نزد استادانی چون عبدالله بن صالح،
ابوالحجاج یوسف بن موراطیر و بویژه، گیاه‌شناس نامی اشبیلی و ابوالعباس احمدبن محمد، مشهور به ابن الرومیه،
دانش آموخت و به بررسی و گردآوری گیاهان دارویی پرداخت.
او تحصیلات عالیه اش را در اشبیلیه به پایان رساند و در گیاه‌شناسی و داروشناسی زیر نظر معلمان برجسته تخصص یافت. وی با همراهی و سرپرستی اساتیدش، گیاهان مناطق اطراف محل اقامتش را جمع‌آوری کرد و روی تک تک آن‌ها تحقیقات متعددی را انجام می‌داد. او برای تحقیق بیشتر بعد از مدتی شروع به سفر کرد و از مغرب (مراکش، الجزیره و تونس) و کشورهای یونان و روم و آسیای صغیر و سوریه، در مشرق دیدن کرد. وی در دمشق به همراه شاگردش ابن ابی اصبیعه مجموعه‌های زیادی از گیاهان را جمع‌آوری نمود و به واقع بزرگ‌ترین صاحب نظر در زمینهٔ دانش گیاهان بود.

## آثار
شاخص‌ترین اثر او الجامع المفردات و الادویه و الاغذیه است که آن را در سال ۶۴۶ ه. ق کامل کرد. این کتاب
در واقع بزرگ‌ترین دائرةالمعارف داروشناسی برجا مانده از قرون وسطی می‌باشد. در این تألیف وی به ترتیب الفبا، حدود ۱۴۰۰ دارو و خوراکی مفرد گیاهی و کانی و جانوری را با استناد به بیش از ۱۵۰ مأخذ و با استفاده از تجارب و مشاهدات شخصی (حدود ۴۰ مورد) آورده‌است که با کتاب دوم قانون ابن سینا که حاوی تقریباً ۸۰۰ ماده است، قابل مقایسه است.
سایر آثار وی عبارتند از:
- کتاب الافعال الغریبة و الخواص العجیبة
- کاشف الویل فی معرفة امراض الخیل
- میزان الطب